# انور الدین
انور الدین (بنگالی: আনোয়ার উদ্দিন؛ زادهٔ ۱ نوامبر ۱۹۸۱) بازیکن فوتبال اهل بریتانیا است.
از باشگاه‌هایی که در آن بازی کرده‌است می‌توان به باشگاه فوتبال ساتون یونایتد، باشگاه فوتبال وستهام یونایتد، باشگاه فوتبال بریستول راورز، باشگاه فوتبال تلفورد یونایتد، باشگاه فوتبال گرایس اتلتیک، باشگاه فوتبال هرفورد یونایتد، باشگاه فوتبال داگنم و ردبریج، باشگاه فوتبال ایست‌بورن بورو، باشگاه فوتبال بارنت، و باشگاه فوتبال شفیلد ونزدی اشاره کرد.